# General Velásquez
Der Club Deportivo General Velásquez ist ein chilenischer Fußballverein, der in der Stadt San Vicente de Tagua Tagua beheimatet ist. Er spielt derzeit in der dritten Liga des chilenischen Fußballs und nahm 2023/24 an der Copa Chile teil.

## Geschichte
General Velásquez wurde am 8. Januar 1908 unter dem Namen General Velásquez Foot-Ball Club zu Ehren des Militärs José Velásquez Bórquez gegründet. Erstmals nahm der Verein 2009/10 am chilenischen Pokal teil, scheiterte jedoch an Samuel Reyes.

## Stadion
Die Heimspielstätte ist das Municipal Augusto Rodríguez, das eine Kapazität von 3000 Zuschauern hat.